# 扭化
在抽象代数 ，扭化是指那些在群中為有限階的中的元素 ，並且那些元素在模中被任意的環的元素給零化(annihilated)

## 定義
在一個環R上的模中的元素m被稱作扭化元素，如果存在一個環R中的正則元素 r 使得 r 零化 m ，也就是說 rm =0 。在一個整環裡面，每一個非零元素都是正則的，所以在整環上的模中，扭化元素就是那些被整環的非零元素零化的元素。